# Testemunha de Acusação (filme)
Witness for the Prosecution (bra/prt: Testemunha de Acusação)  é um filme americano de 1957, um drama de tribunal baseado num conto (posteriormente transformado em uma peça teatral) da escritora britânica Agatha Christie, sobre o julgamento de um homem acusado de assassinato. Esta primeira adaptação da história contou com Tyrone Power, Marlene Dietrich e Charles Laughton nos papéis principais, bem como Elsa Lanchester. Foi adaptado por Larry Marcus, Harry Kurnitz e pelo diretor do filme, Billy Wilder.

## Elenco

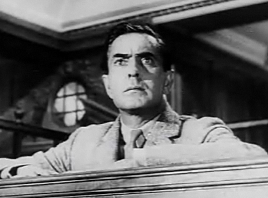
Leonard Vole, personagem de Tyrone Power, na cena de julgamento.

- Tyrone Power .... Leonard Stephen Vole
- Marlene Dietrich .... Christine Helm Vole
- Charles Laughton .... Sir Wilfrid Robarts
- Elsa Lanchester .... srta Plimsoll
- John Williams .... sr. Brogan-Moore
- Henry Daniell .... sr. Mayhew
- Ian Wolfe .... sr. Carter
- Torin Thatcher .... sr. Myers
- Norma Varden .... Emily Jane French
- Una O'Connor .... Janet McKenzie
- Francis Compton .... juiz
- Philip Tonge .... inspector Hearne
- Ruta Lee .... Diana
- Marjorie Eaton .... Miss O'Brien (sem créditos)

## Sinopse
Sir Wilfrid Robarts (Charles Laughton), experiente advogado (barrister) com frágil saúde, aceita Leonard Vole (Tyrone Power) como seu cliente, apesar dos protestos de sua enfermeira, srta. Plimsoll (Elsa Lanchester), já que o médico lhe havia aconselhado tirar umas férias e afastar-se de todos os casos criminais. Vole é acusado de ter assassinado a srta. Emily French (Norma Varden), uma mulher mais velha e rica que se apaixonado por ele, a ponto de transformá-lo em seu principal herdeiro. Fortes evidênciais circunstanciais indicam Vole como o assassino.
Quando Sir Wilfrid fala com a esposa alemã de Vole, Christine (Marlene Dietrich), julga-a um tanto fria e controlada; ela apresenta, no entanto, um álibi. Acaba, no entanto, surpreendendo-se quando ela é chamada como testemunha da acusação. Como uma mulher não pode testemunhar contra seu marido, Christine revela que ainda era casada com outro homem quando aceitou casar-se com Leonard, e afirma que ele teria confessado a ela o assassinato de Emily French, e que sua consciência a havia impelido a contar a verdade.
Durante o julgamento (no Old Bailey, cuidadosamente recriado por Alexandre Trauner), Sir Wilfrid é contactado por uma mulher misteriosa que, mediante pagamento, lhe fornece as cartas escritas pela própria Christine por um amante misterioso chamado Max. Esta correspondência acabam por desacreditá-la, fazendo com que o júri inocente Leonard. 
Sir Wilfrid, no entanto, não está satisfeito com o veredito. Seus instintos lhe dizem que algo ainda estava errado, e ele pretende prová-lo. Por acaso, ele e Christine acabam ficando sozinhos no tribunal; ela aproveita esta oportunidade para assumir o crédito do ocorrido. Após tê-la ouvido dizer, no início do julgamento, que o testemunho de uma mulher não seria convincente, ela decidiu fazer com que seu depoimento fosse utilizado pela acusação, e então desacreditado. Como ex-atriz, ela interpretou o papel da mulher misteriosa tão bem que Sir Wilfrid não a reconheceu. Christine afirma saber que Leonard era culpado; seu testemunho havia sido verdadeiro, e suas cartas não haviam passado de uma fraude - Max nunca existiu. Quando lhe perguntam por que ela havia feito tudo isto, Christine afirma que ainda ama Leonard.
Leonard então aparece e, agora protegido pelo princípio  jurídico Ne Bis In Idem, confirma o que Christine acaba de dizer. Uma jovem (Ruta Lee) corre então para seus braços. Quando Leonard anuncia que pretende fugir com ela, Christine o mata com uma faca, num acesso de fúria. Sir Wilfrid comenta que Christine não teria assassinado Leonard, e sim "o executado". Sua enfermeira então cancela seus planos de férias, sabendo que ele não conseguirá resistir a assumir a defesa de Christine.

## Produção
Numa cena de flashback, que mostra como Leonard e Christine teriam se conhecido, numa casa noturna alemã, ela está vestindo suas tradicionais calças. Um cliente baderneiro convenientemente rasga-as, revelando assim uma das célebres pernas de Dietrich, dando início a uma briga. Para a cena foram necessários 145 figurantes, 38 dublês e 90.000 dólares.

### Final
Ao fim do filme, à medida que os créditos passam pela tela, uma voz anunciava
"A administração deste cinema sugere que, para que seus amigos que ainda não viram o filme possam melhor desfrutá-lo, você não divulgue para ninguém o segredo do final de Testemunha de Acusação.
Isto condizia com a campanha publicitária do filme; um dos seus pôsteres anunciava: "Você vai falar sobre ele, mas por favor, não conte o final."
Os esforços para manter o segredo do final não pouparam nem o elenco. O diretor Billy Wilder não deu aos atores as últimas dez páginas do roteiro até o dia em que aquelas cenas fossem ser filmadas. Especula-se que o segredo possa ter custado a Marlene Dietrich um Oscar, já que a United Artists não queria chamar atenção ao fato de que Dietrich estava praticamente irreconhecível como a mulher cockney que fornece as cartas incriminadoras à defesa.

## Recepção
O filme recebeu críticas extremamente positivas, e tem uma avaliação de 100% no site Rotten Tomatoes. O crítico que avaliou o filme no TV Guide lhe deu quatro estrelas e meia (de cinco), afirmando que "Witness for the Prosecution é uma adaptação inteligente e elegante da peça de sucesso de Agatha Christie, levada à tela com engenhosidade e vitalidade por Billy Wilder."
O filme foi indicado para o Oscar de melhor ator (Charles Laughton), melhor atriz coadjuvante (Elsa Lanchester), melhor diretor, melhor edição, melhor filme e melhor som (Gordon E. Sawyer).
O American Film Institute lista o filme nas categorias:
- AFI's 100 Years...100 Thrills - indicado[11]
- AFI's 100 Years...100 Heroes and Villains:
  - Christine Helm Vole - indicada como vilã[12]
- AFI's 10 Top 10 - 6ª drama de tribunal

## Prêmios e indicações
| Premiação          | Categoria                | Recipiente       | Resultado                   |
| ------------------ | ------------------------ | ---------------- | --------------------------- |
| Oscar 1958         | Melhor filme             |                  | Indicado                    |
| Oscar 1958         | Melhor diretor           | Billy Wilder     | Indicado                    |
| Oscar 1958         | melhor ator              | Charles Laughton | Indicado                    |
| Oscar 1958         | melhor atriz coadjuvante | Elsa Lanchester  | Indicado                    |
| Oscar 1958         | melhor edição            |                  | Indicado                    |
| Oscar 1958         | melhor som               |                  | Indicado                    |
| Globo de Ouro 1958 | Melhor atriz coadjuvante | Elsa Lanchester  | Venceu                      |
| Globo de Ouro 1958 | Melhor filme - drama     |                  | Indicado                    |
| Globo de Ouro 1958 | Melhor diretor           | Billy Wilder     | Indicado                    |
| Globo de Ouro 1958 | Melhor ator - drama      | Charles Laughton | Indicado                    |
| Globo de Ouro 1958 | Melhor atriz - drama     | Marlene Dietrich | Indicado                    |
| BAFTA 1959         | Melhor ator estrangeiro  | Charles Laughton | Indicado[carece de fontes?] |
| Prêmio Edgar 1958  | Melhor filme             |                  | Indicado[carece de fontes?] |

## Adaptação
O filme é baseado na adaptação teatral feita pela própria Agatha Christie de seu conto, porém foi muito ampliada. As cenas cômicas entre Sir Wilfrid e a enfermeira Plinsoll, que não fazem parte da peça, foram acrescentadas ao filme quando os roteiristas souberam que a dupla (casados na vida real) Charles Laughton e Elsa Lanchester contracenariam. A relação entre os dois personagens fez tanto sucesso com o público que acabou sendo incluída no remake do filme feito para a televisão em 1982, no qual Ralph Richardson e Deborah Kerr interpretaram os papéis.[carece de fontes?]